# ADP-ribosilação

ADP-ribose

ADP-ribosilação é a adição de uma ou mais frações ADP-ribose a uma proteína. É uma modificação pós-traducional reversível que está envolvida em muitos processos celulares, incluindo sinalização celular, reparo de DNA, regulação genética e apoptose. A ADP-ribosilação inadequada foi implicada em algumas formas de câncer. É também a base da toxicidade de compostos bacterianos como a toxina da cólera, a toxina da difteria e outros.

## História
A primeira sugestão de ADP-ribosilação surgiu no início da década de 1960. Nessa época, Pierre Chambon e colaboradores observaram a incorporação de ATP no extrato de núcleos de fígado de galinha. Após extensos estudos sobre a fração insolúvel em ácido, vários laboratórios de pesquisa diferentes conseguiram identificar ADP-ribose, derivado de NAD+, como o grupo incorporado. Vários anos depois, as enzimas responsáveis por essa incorporação foram identificadas e receberam o nome de poli(ADP-ribose)polimerase. Originalmente, acreditava-se que esse grupo era uma sequência linear de unidades ADP-ribose ligadas covalentemente por meio de uma ligação glicosídica ribose. Mais tarde, foi relatado que a ramificação pode ocorrer a cada 20 a 30 resíduos de ADP.
A mono(ADP-ribosil)transferase apareceu pela primeira vez um ano depois, durante um estudo sobre toxinas. A toxina diftérica de Corynebacterium diphtheriae mostrou-se dependente de NAD+ para ser totalmente eficaz, resultando na identificação da conjugação enzimática de um único grupo ADP-ribose pela mono(ADP-ribosil)transferase.
Inicialmente, a ADP-ribosilação foi vista como uma modificação pós-traducional exclusivamente relacionada à regulação genética. No entanto, à medida que mais enzimas capazes de realizar a ADP-ribosilação de proteínas foram identificadas, tornou-se evidente a multifuncionalidade da ADP-ribosilação.  No final dos anos 80, foi identificada a primeira enzima mamífera com atividade poli(ADP-ribose)transferase. Nos próximos 15 anos, supôs-se que seria a única enzima capaz de incorporar uma cadeia de ADP-ribose em células de mamíferos. No final da década de 1980, foram descobertas as ADP-ribosil ciclases, que catalisam a adição de grupos cíclicos-ADP-ribose às proteínas. Finalmente, descobriu-se que as sirtuínas, uma família de enzimas que também possuem atividade de desacilação dependente de NAD+, também possuem atividade de mono(ADP-ribosil)transferase.

## Especificidade de aminoácidos
Muitas cadeias laterais de aminoácidos diferentes foram descritas como aceitadores de ADP-ribose. De uma perspectiva química, essa modificação representa a glicosilação de proteínas: a transferência de ADP-ribose ocorre para cadeias laterais de aminoácidos com um oxigênio nucleofílico, nitrogênio ou enxofre, resultando em ligação N-, O- ou S-glicosídica à ribose do ADP-ribose. Originalmente, os aminoácidos ácidos (glutamato e aspartato) foram descritos como os principais locais de ADP-ribosilação. Entretanto, muitos outros sítios aceitadores de ADP-ribose, como serina, arginina, cisteína, lisina, diftamida, fosfoserina, e asparagina foram identificados em trabalhos subsequentes.

## Função

### Reparo de DNA
As poli(ADP-ribose)polimerases (PARPs) podem atuar no reparo de DNA de quebras de fita simples e também de fita dupla. No reparo de quebra de fita simples (reparo por excisão de base), o PARP pode facilitar a remoção de um açúcar oxidado ou a clivagem da fita. O PARP1 se liga às quebras de fita simples e puxa para perto quaisquer intermediários de reparo de excisão de base próximos. Esses intermediários incluem XRCC1 e APLF e podem ser recrutados diretamente ou por meio do domínio PBZ do APLF. Isso leva à síntese de poli(ADP-ribose). O domínio PBZ está presente em muitas proteínas envolvidas no reparo do DNA e permite a ligação do PARP e, portanto, a ADP-ribosilação, que recruta fatores de reparo para interagir no local da quebra. PARP2 é um respondedor secundário a danos no DNA, mas serve para fornecer redundância funcional no reparo do DNA.
Existem muitos mecanismos para o reparo de DNA fita dupla danificado. PARP1 pode funcionar como um fator de sinapse na união de extremidades não homólogas alternativas. Além disso, foi proposto que o PARP1 é necessário para retardar a replicação de forquilhas após danos no DNA e promove a recombinação homóloga em forquilhas de replicação que podem ser disfuncionais. É possível que PARP1 e PARP3 trabalhem juntos no reparo de DNA fita dupla e foi demonstrado que PARP3 é essencial para a resolução de quebras de fita dupla. Existem duas hipóteses pelas quais PARP1 e PARP3 coincidem. A primeira hipótese afirma que as duas (ADP-ribosil)transferases servem para compensar a inatividade uma da outra. Se o PARP3 for perdido, isso resultará em quebras de fita simples e, portanto, no recrutamento do PARP1. Uma segunda hipótese sugere que as duas enzimas trabalham juntas; PARP3 catalisa a mono(ADP-ribosil)ação e a poli(ADP-ribosil)ação curta e serve para ativar PARP1.

### Degradação de proteínas
O sistema ubiquitina-proteassoma (UPS) tem papel importante na degradação de proteínas. O proteassoma 26S consiste em uma subunidade catalítica (a partícula central 20S) e uma subunidade reguladora (a tampa 19S).
Fisiologicamente, o PI31 ataca o domínio catalítico 20S do proteassoma 26S, o que resulta na diminuição da atividade do proteassoma. (ADP-ribosil)transferase Tankyrase (TNKS) causa ADP-ribosilação de PI31, o que por sua vez aumenta a atividade do proteassoma. A inibição de TNKs mostra ainda a redução da montagem do proteassoma 26S. Portanto, a ADP-ribosilação promove a atividade do proteassoma 26S em células de Drosophila e humanas.

### Regulação enzimática
A atividade de algumas enzimas é regulada pela ADP-ribosilação. Por exemplo, a atividade da di-nitrogenase-redutase de Rodospirillum rubrum é desligada pela ADP-ribosilação de um resíduo de arginina e reativada pela remoção do grupo ADP-ribosil.

## Significado clínico

### Câncer
PARP1 está envolvido no reparo de excisão de base (BER), reparo de quebra de fita simples e dupla e estabilidade cromossômica. Ele também está envolvido na regulação transcricional por meio da facilitação de interações proteína-proteína. PARP1 usa NAD+ para desempenhar sua função na apoptose. Se uma PARP se tornar hiperativa, a célula terá níveis reduzidos de cofator NAD+, bem como níveis reduzidos de ATP e, portanto, sofrerá necrose. Isso é importante na carcinogênese porque pode levar à seleção de células deficientes em PARP1 (mas não esgotadas) devido à sua vantagem de sobrevivência durante o crescimento do câncer.
A suscetibilidade à carcinogênese na deficiência de PARP1 depende significativamente do tipo de dano ao DNA ocorrido. Há muitas implicações de que vários PARPs estão envolvidos na prevenção da carcinogênese. Como afirmado anteriormente, PARP1 e PARP2 estão envolvidos na BER e na estabilidade cromossômica. PARP3 está envolvido na regulação do centrossomo. Tankyrase é outra (ADP-ribosil)polimerase que está envolvida na regulação do comprimento do telômero.
PARP14 é outra enzima ADP-ribosilante que tem sido bem estudada em relação aos alvos da terapia do câncer; é um transdutor de sinal e ativador da proteína STAT6 que interage com a transcrição e foi demonstrado estar associado à agressividade dos linfomas de células B.

### Toxinas bacterianas
As exotoxinas bacterianas ADP-ribosilantes (bAREs) transferem covalentemente uma fração ADP-ribose de NAD+ para proteínas alvo de eucariotos infectados, produzindo nicotinamida e um íon de hidrogênio livre. Os bAREs são produzidos como precursores enzimáticos, consistindo em domínios "A" e "B": o domínio "A" é responsável pela atividade de ribosilação do ADP; e o domínio "B" pela translocação da enzima através da membrana da célula. Esses domínios podem existir em conjunto em três formas: primeiro, como cadeias polipeptídicas únicas com domínios A e B covalentemente ligados; segundo, em complexos multiproteicos com domínios A e B ligados por interações não covalentes; e, terceiro, em complexos multiproteicos com domínios A e B não interagindo diretamente, antes do processamento.

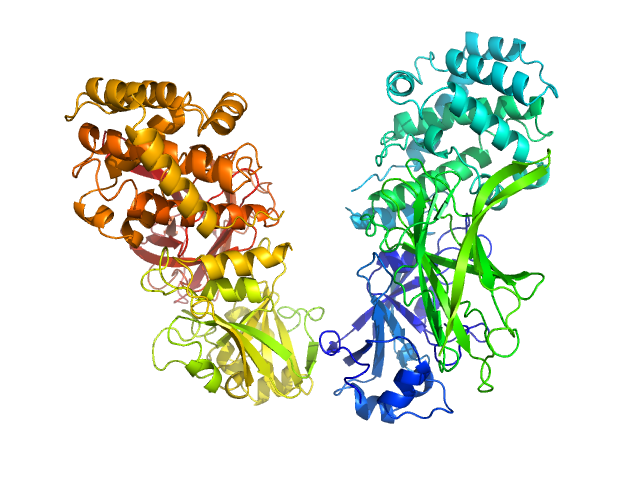
Estrutura cristalina da toxina diftérica. PDB: 1MDT

Após a ativação, os bAREs ADP-ribosilam qualquer número de proteínas eucarióticas; esse mecanismo é crucial para a instigação dos estados de doença associados à ADP-ribosilação. As proteínas de ligação ao GTP, em particular, estão bem estabelecidas na fisiopatologia dos bAREs. Por exemplo, a cólera e a enterotoxina termolábil têm como alvo a subunidade α de Gs de proteínas heterotriméricas de ligação a GTP. Como a subunidade α é ADP-ribosilada, ela está permanentemente em um estado "ativo", ligado ao GTP; a ativação subsequente do AMP cíclico intracelular estimula a liberação de fluido e íons das células epiteliais intestinais. Além disso, C. Botulinum C3 ADP-ribosilatos proteínas de ligação a GTP Rho e Ras, e toxina pertussis ADP-ribosilatos Gi, Go e Gt. A toxina diftérica ADP-ribosilatos fator de alongamento ribossômico EF-2, que atenua a síntese de proteínas.
Há uma variedade de bactérias que utilizam bAREs na infecção: toxina CARDS de Mycoplasma pneumoniae, toxina da cólera de Vibrio cholerae; enterotoxina termolábil de E. coli; exotoxina A de Pseudomonas aeruginosa; toxina pertussis de B. pertussis; toxina C3 de C. botulinum; e toxina diftérica de Corynebacterium diphtheriae.